# Iazurile de pe valea Ibănesei - Bașeului - Podrigăi
Iazurile de pe valea Ibănesei - Bașeului - Podrigăi este o arie protejată (arie de protecție specială avifaunistică — SPA) din România întinsă pe o suprafață de 2.766,8 ha, integral pe uscat.

## Localizare
Aria naturală se află în partea central-nordică a județului Botoșani (în Câmpia Moldovei), în imediata apropiere de drumul național DN29A care leagă municipiul Dorohoi de localitatea Rădăuți-Prut. Aceasta se întinde pe teritoriile administrative ale comunelor: Concești, Cordăreni, Havârna, Hănești, Hudești, Mileanca, Știubieni, Ungureni, Vlăsinești și Vorniceni; și pe cele ale orașelor Darabani și Săveni. Centrul sitului Iazurile de pe valea Ibănesei - Bașeului - Podrigăi este situat la coordonatele 47°56′00″N 26°55′48″E / 47.933425°N 26.930136°E.

## Înființare
Situl Iazurile de pe valea Ibănesei - Bașeului - Podrigăi a fost declarat arie de protecție specială avifaunistică (ROSPA0049) în octombrie 2007 pentru a proteja 40 de specii de animale.

## Biodiversitate
Situată în ecoregiunea continentală, aria protejată nu include niciun habitat protejat.
La baza desemnării sitului se află mai multe specii protejate de  păsări (40): rață sulițar (Anas acuta), rață pitică (Anas crecca), rață fluierătoare (Anas penelope), rață mare (Anas platyrhynchos), rață cârâitoare (Anas querquedula), rață pestriță (Anas strepera), gârliță mare (Anser albifrons), fâsă-de-câmp (Anthus campestris), stârc cenușiu (Ardea cinerea), stârc roșu (Ardea purpurea), rață-cu-cap-castaniu (Aythya ferina), rața moțată (Aythya fuligula), rață roșie (Aythya nyroca),  prundaș gulerat mic (Charadrius dubius), chirighiță-cu-obraz-alb (Chlidonias hybridus), chirighiță neagră (Chlidonias niger), barză albă (Ciconia ciconia), erete de stuf (Circus aeruginosus), lebădă de vară (Cygnus olor), egretă albă (Egretta alba), egretă mică (Egretta garzetta), lișiță (Fulica atra), cufundar polar (Gavia arctica), cufundar mic (Gavia stellata), stârc pitic (Ixobrychus minutus), sfrânciocul cu frunte neagră (Lanius minor), pescăruș argintiu (Larus cachinnans), pescăruș râzător (Larus ridibundus), ferestraș mic (Mergus albellus), stârc de noapte (Nycticorax nycticorax), cormoran mare (Phalacrocorax carbo), cormoran mic (Phalacrocorax pygmeus), bătăuș (Philomachus pugnax), cresteț cenușiu (Porzana parva), chiră de baltă (Sterna hirundo), fluierar negru (Tringa erythropus), fluierar de mlaștină (Tringa glareola), fluierarul de zăvoi (Tringa ochropus), fluierarul cu picioare roșii (Tringa totanus), nagâț (Vanellus vanellus).

## Căi de acces
- Drumul național DN29A  pe ruta:  Suceava - Dorohoi - drumul județean DJ293 pe ruta - Dumeni - Havârna.